# Familia Recabarren González
El caso de la familia Recabarren González es un caso judicial sobre la detención y desaparición de un grupo familiar de militantes comunistas ocurrido durante la dictadura militar en Chile.  

## Historia
En 1976 la DINA, la agencia de seguridad de la dictadura encomendó a sus agentes la detención de los militantes del Partido Comunista que se encontraban participando de la organización en la clandestinidad. El objetivo era la desarticulación de las células de militantes como la directiva central que estaba en la clandestinidad. Los agentes fueron deteniendo uno a uno a los militantes, tal como pasó en el caso de la familia Recabarren González. Luego de algunos días fueron detenidos los miembros del Comité Central del Partido Comunista en la clandestinidad en el caso llamado Calle Conferencia, donde se detuvo al Secretario General del partido Víctor Díaz López. El 29 de abril de 1976 fue detenida Nalvia Rosa Mena Alvarado, casada, un hijo, embarazada de tres meses, dueña de casa, militante de las Juventudes Comunistas. Se detuvo además a su cónyuge Luis Emilio Recabarren González, técnico gráfico, exdirigente sindical, su cuñado Manuel Guillermo Recabarren González, casado, dos hijos, gásfiter; ambos militantes del Partido Comunista. Los autores de la detención eran agentes de la DINA que montaron un operativo en el sector de calle Sebastopol con la avenida Santa Rosa. Cuando detuvieron al matrimonio Recabarren Mena, fue detenido el hijo de ambos Luis Emilio Recabarren Mena, de dos años y medio de edad, los agentes lo dejaron luego en la calle cerca de la casa de sus abuelos.
Al día siguiente 30 de abril Manuel Segundo Recabarren Rojas, casado, seis hijos, jubilado, exdirigente sindical gráfico, militante del Partido Comunista, fue detenido por agentes de la DINA. Había salido de su hogar para denunciar la detención de sus hijos y nuera. La dictadura negó la detención de los afectados. Según constan declaraciones del 14 y 17 de julio de 1976 de la División Nacional de Comunicación Social, (DINACOS), donde se señaló que tras operativos realizados por los servicios de seguridad se había logrado desbaratar treinta y dos casas-buzones del Partido Comunista, que servían de enlace entre la Dirección Nacional de dicho partido y sus Comités Regionales. Además de la detención de militantes comunistas, se agregaba que no se podían entregar más antecedentes a fin de no entorpecer las investigaciones que se realizaban.

## Proceso judicial en dictadura
Luego de la detención de su esposo Manuel Recabarren, sus dos hijos Luis Emilio y Manuel Guillermo junto con su nuera embarazada Nalvia Mena, Ana González de Recabarren acudió a las oficinas de la Vicaría de la Solidaridad para denunciar esta situación. El 30 de abril de 1976 se interpuso un recurso de amparo ante la Corte de Apelaciones de Santiago en favor de Luis Emilio Recabarren González, Nalvia Rosa Mena Alvarado, Manuel Guillermo Recabarren González y de Manuel Segundo Recabarren Rojas, rol N°352-76. El 1° de junio de 1976, y sin otras diligencias, la Corte rechazó el amparo. La Corte Suprema confirmó la resolución el 7 de junio de 1976 ordenando a la Corte de Apelaciones que dispusiera la remisión de los antecedentes al Tribunal del Crimen. Se inició un proceso en el 2° Juzgado del Crimen de San Miguel la causa rol N°109.195, sumándose a una denuncia por secuestro que había presentado la familia de los afectados, el 18 de junio de 1976.  El 30 de septiembre de 1977, se cerró el sumario y se sobreseyó temporalmente la causa porque, no obstante aparecer los antecedentes de la existencia del “delito de secuestro”, no existen indicios suficientes para acusar como autor, cómplice o encubridor del mismo a determinadas personas. El 17 de noviembre de 1977, la Corte de Apelaciones de Santiago confirmó la resolución consultada. El 28 de abril de 1978, se cerró el sumario y se sobreseyó total y definitivamente la causa en virtud del Decreto Ley de Amnistía 2.191. El 21 de junio de 1978, la Corte de Apelaciones de Santiago dispuso que el sobreseimiento debía tener el carácter de temporal.

## Informe Rettig
Ana González de Recabarren presentó su testimonio ante la Comisión Rettig. Comisión de Verdad que tuvo la misión de calificar casos de detenidos desaparecidos y ejecutados durante la dictadura. Sobre el caso de la familia Recabarren González, el Informe Rettig señaló que:

“El 29 de abril de 1976 los militantes del PC, Manuel Guillermo RECABARREN GONZÁLEZ, su hermano Luis Emilio RECABARREN GONZÁLEZ, y la cónyuge de éste, Nalvia Rosa MENA ALVARADO que presentaba un embarazo de tres meses, junto al hijo de ambos de dos años de edad, fueron detenidos en un operativo montado por agentes de la DINA en el sector de Santa Rosa con Sebastopol.  Unas horas después, el niño fue abandonado en las cercanías del domicilio de sus abuelos paternos.

Al día siguiente, 30 de abril, el padre de los afectados, Manuel Segundo RECABARREN ROJAS, también militante del PC y expresidente de la JAP de San Miguel, salió a realizar gestiones para determinar el paradero de sus familiares. Sin embargo, fue asimismo detenido y trasladado a Villa Grimaldi, lugar desde el cual se le perdió el rastro en agosto de 1976. De ninguno de los cuatro detenidos se ha vuelto a tener noticias. 

La Comisión está convencida de que la desaparición de todas estas personas fueron obra de agentes de la DINA, quienes violaron así sus derechos humanos.”

## Proceso judicial en democracia
Luego de la detención de Pinochet en Londres, se activaron los juicios de derechos humanos. El caso de la familia Recabarren González fue investigado por el ministro en visita Leopoldo Llanos. En sentencia de primera instancia con fecha 28 de julio del 2017, el ministro  Leopoldo Llanos condenó a 19 exmiembros de la DINA, por su responsabilidad en los delitos de secuestro calificado de Iván Sergio Insunza Bascuñán, Carlos Enrique Godoy Lagarrigue, Daniel Palma Robledo, Manuel Segundo Recabarren Rojas, Manuel Guillermo Recabarren González, Luis Emilio Recabarren González, Nalvia Rosa Mena Alvarado, José Eduardo Santander Miranda, Mario Jesús Juica Vega, Miguel Nazal Quiroz, Clara Canteros Torres, Juan Aurelio Villarroel Zárate, Víctor Hugo Morales Mazuela, Julio Roberto Vega, Carlos Mario Vizcarra Cofré y Alejandro Rodríguez Urzúa; y del homicidio calificado de Eduardo Canteros Prado.
En la sentencia, causa rol 2182-1998, el ministro condenó a los exagentes de la DINA: 
- Pedro Espinoza Bravo: 20 años de prisión, en calidad de autor de los 16 secuestros calificados; y a 20 años de prisión por el homicidio calificado de Eduardo Canteros.
- Carlos López Tapia: 20 años de prisión, en calidad de autor de los 16 secuestros calificados; y a 20 años de prisión por el homicidio calificado de Eduardo Canteros.
- Ricardo Lawrence Mires: 20 años de prisión, en calidad de autor de los 16 secuestros calificados; y a 20 años de prisión por el homicidio calificado de Eduardo Canteros.
- Jorge Andrade Gómez: 20 años de prisión, en calidad de autor de los 16 secuestros calificados; y a 20 años de prisión por el homicidio calificado de Eduardo Canteros.
- Juan Morales Salgado:  18 y 15 años y un día de prisión, como autor de seis secuestros calificados.
- Gladys Calderón Carreño: 18 y 15 años y un día de prisión, como autor de seis secuestros calificados.
- Rolf Wenderoth Pozo: 15 años y un día de prisión, como autor de tres secuestros calificados.
- Ciro Torré Sáez: 15 años y un día de prisión, como autor de tres secuestros calificados.
- Orlando Manzo Durán: 15 años y un día de prisión, como autor de tres secuestros calificados.
- Sergio Escalona Acuña: 10 años y un día de prisión, como autor de un secuestro calificado.
- Juvenal Piña Garrido: 10 años y un día de prisión, como autor de un secuestro calificado.
- Jorge Díaz Radulovich:  10 años y un día de prisión, como autor de un secuestro calificado.
- Gustavo Guerrero Aguilera: 10 años y un día de prisión, como autor de un secuestro calificado.
- Pedro Bitterlich Jaramillo: 5 años y un día de prisión por los 16 casos de secuestro calificado y a 7 años de prisión por el homicidio de Eduardo Canteros, en calidad de cómplice.
- Claudio Pacheco Fernández: 5 años y un día de prisión por los 16 casos de secuestro calificado y a 7 años de prisión por el homicidio de Eduardo Canteros, en calidad de cómplice.
- Orlando Torrejón Gatica: 5 años y un día de prisión por los 16 casos de secuestro calificado y a 7 años de prisión por el homicidio de Eduardo Canteros, en calidad de cómplice.
- Orlando Altamirano Sanhueza: 5 años y un día de prisión por los 16 casos de secuestro calificado y a 7 años de prisión por el homicidio de Eduardo Canteros, en calidad de cómplice.
- Carlos López Inostroza: 5 años y un día de prisión por los 16 casos de secuestro calificado y a 7 años de prisión por el homicidio de Eduardo Canteros, en calidad de cómplice.
- Hermon Hellec Mundaca: 5 años y un día de prisión por los 16 casos de secuestro calificado y a 7 años de prisión por el homicidio de Eduardo Canteros, en calidad de cómplice.[3]

En la etapa de investigación, el magistrado Leopoldo Llanos logró establecer la siguiente secuencia de hechos: 

“La DINA mantuvo, desde fines de 1975 y al menos durante todo el año 1977, el Cuartel "Simón Bolívar", ubicado en calle Simón Bolívar Nº 8.630, comuna de La Reina, recinto en que operaba la brigada denominada "Lautaro", cuya principal función, además de labores represivas de detención de disidentes políticos, era de protección del Director de la DINA, Manuel Contreras Sepúlveda, y de su familia. Esta brigada era dirigida por el Mayor de Ejército Juan Morales Salgado, quien además era el jefe del cuartel, y que estaba bajo la estricta supervisión del Director de la DINA, quien, además, era su calificador directo;

En el año 1975 se produjo una restructuración de las Brigadas y grupos operativos que tenían como cuartel la "Villa Grimaldi", fusionándose las agrupaciones a cargo de los capitanes de Ejército Germán Barriga Muñoz, y de Carabineros, Ricardo Lawrence Mires, e integradas por numerosos agentes pertenecientes a distintas ramas de las Fuerzas Armadas y Carabineros, y cuya denominación habría sido brigada o agrupación "Delfín" (o "Mehuín", según otras versiones). El propósito de esta brigada fue la represión del Partido Comunista, realizando labores de seguimiento y detención de dirigentes y militantes que ese Partido, las que se verificaron durante todo el año 1976; De este modo, durante dicho periodo se procedió a la captura de decenas de militantes del Partido Comunista, muchos de ellos miembros de sucesivas direcciones que se fueron constituyendo a medida que los anteriores iban siendo desarticulados por el organismo represor antes mencionado. Los detenidos fueron llevados al cuartel "Terranova" o "Villa Grimaldi", donde se les interrogaba bajo torturas. Algunos de ellos fueron posteriormente llevados, siempre privados de libertad, hasta el cuartel "Simón Bolívar" -al cual la brigada "Delfín" o "Mehuín" se trasladó en mayo o junio de 1976-, el que pasó a ser el principal centro de operaciones de la referida brigada, y desde donde salían los grupos operativos a practicar detenciones, además de trasladar los detenidos del Partido Comunista que se encontraban en "Villa Grimaldi";
Para cumplir con las funciones anteriormente descritas, la llamada brigada "Delfín" o "Mehuín" incorporó a sus actividades represivas a miembros de la brigada "Lautaro", dirigida por Juan Morales Salgado. En dicho cuartel los detenidos fueron interrogados bajo tormentos, perdiéndose el rastro de ellos e ignorándose su actual paradero; no obstante, existen antecedentes de que a varias de estas personas se les dio muerte, siendo sus cadáveres retirados y sepultados clandestinamente; y otros fueron arrojados al mar desde helicópteros; sin que sus restos sean aún recuperados;
En estas circunstancias, se produjeron las detenciones de las siguientes personas, todos militantes del Partido Comunista:
a. MANUEL GUILLERMO RECABARREN GONZÁLEZ, 22 años y LUIS EMILIO RECABARREN GONZÁLEZ, 29 años, fueron detenidos, junto a NALVIA MENA ALVARADO y a su hijo de dos años de edad, Luis Emilio Recabarren Mena, por agentes de la DINA en un operativo realizado el 29 de Abril de 1976, en el sector de calles Sebastopol y Santa Rosa. El menor fue dejado abandonado cerca de su domicilio en horas de la noche. Al día siguiente, el padre de los dos primeros, MANUEL SEGUNDO RECABARREN ROJAS, 50 años, fue aprehendido a las 07:10 horas, cuando salía de su domicilio, en calle Cantares de Chile N° 6271, paradero 16 de Santa Rosa, comuna de San Miguel, en circunstancias que se disponía a abordar un bus. Todos los detenidos fueron conducidos a "Villa Grimaldi"; a Manuel Guillermo Recabarren González y Manuel Segundo Recabarren Rojas, además, se les vio en el recinto "Simón Bolívar" y a Luis Emilio Recabarren González en "Cuatro Álamos", desconociéndose el actual paradero de las víctimas.
b. CLARA ELENA CANTEROS TORRES, 21 años, militante de las Juventudes Comunistas, detenida el 23 de julio de 1976, alrededor de las 20:00 horas en la vía pública en la intersección de las calles Panamá con Rojas Magallanes de la comuna de La Florida, al descender de la locomoción colectiva. Horas después es detenido su tío Eduardo Canteros Prado. Es trasladada hasta "Villa Grimaldi" donde es vista por testigos, y el día 20 de agosto de 1976, es sacada de ese recinto junto a los también detenidos Mario Juica Vega y Óscar Ramos. A la fecha se desconoce su paradero.
c. EDUARDO CANTEROS PRADO, 48 años, constructor civil, detenido el 23 de julio de 1976, alrededor de las 21:40 horas, en la vía pública, frente a su domicilio ubicado en calle Panamá Nº 8807, de la comuna de La Florida, por agentes de la DINA que se movilizaban en tres automóviles, siendo trasladado hasta la "Villa Grimaldi". En el año 1990 sus restos fueron encontrados en el fundo Las Tórtolas de Colina, recinto que hasta 1980 perteneció al Ejército.
d. ALEJANDRO RODRÍGUEZ URZÚA, 49 años, fue detenido el 27 de Julio de 1976, alrededor de las 17:15 horas desde su oficina ubicada en Mallinkrodt 70, Barrio Bellavista; se lo llevaron en su vehículo marca "Chevrolet", modelo "Chevy", año 70, patente DY-821, de color celeste. Lo trasladaron hasta el recinto de "Villa Grimaldi"; ese mismo día en horas de la noche fue allanada su oficina, desde la cual sustrajeron diversos documentos y efectos de valor, entre ellos, $2.000 y una libreta con direcciones.
e. DANIEL PALMA ROBLEDO, 61 años, empresario, fue detenido el 4 de Agosto de 1976, en horas de la mañana, en la vía pública, en Avenida Matta, entre las calles San Diego y Arturo Prat; luego de retirar su correspondencia, compró un diario y al momento de retirarse fue detenido y se lo llevaron junto al vehículo en el que se movilizaba, una "Renoleta", modelo 4 S de color celeste, año 1972, patente VI-552 de la comuna de Ñuñoa, vehículo que, posteriormente, fue encontrado en poder de agentes de la DINA. A Daniel Palma Robledo se le vio en "Simón Bolívar".
f. CARLOS ENRIQUE GODOY LAGARRIGUE, 39 años, médico, fue detenido el 4 de Agosto de 1976, a las 15,00 horas, por agentes de la DINA durante el trayecto que efectuaba entre el Hospital Parroquial de San Bernardo y su consulta particular, ubicada en calle Barros Arana con Arturo Prat; fue aprehendido junto a su vehículo "Citroën" AX-330, color verde, patente LOG-11 de Calera de Tango, por agentes de la DINA, fue trasladado hasta "Villa Grimaldi" y, posteriormente, a "Cuatro Álamos".
g. IVÁN SERGIO INSUNZA BASCUÑÁN, 43 años, médico cirujano, fue detenido el día 4 de Agosto de 1976, en horas de la noche, mientras conducía su vehículo "Renault" 4 S del año 1969, de color plomo; además, portaba un depósito a plazo de una financiera, el que fue cobrado en Viña del Mar, el 3 de septiembre de 1976, por terceras personas. Fue trasladado a "Villa Grimaldi" y luego a "Cuatro Álamos".
h. JOSÉ EDUARDO SANTANDER MIRANDA, dirigente estudiantil y de la Central Única de Trabajadores, quien había trabajado en la Tesorería General de la República, fue detenido al salir de su domicilio, aproximadamente a las 9:30 horas, del 6 de agosto de 1976, por agentes de la DINA quienes lo introdujeron a un vehículo; testigos lo vieron en el recinto de "Villa Grimaldi" .
i. VÍCTOR HUGO MORALES MAZUELA, 45 años, carpintero y obrero de la construcción, dirigente sindical y encargado de organización del Regional Oeste de Santiago del Partido Comunista, fue detenido el 9 de Agosto de 1976, en horas de la mañana, en los alrededores de la población "Villa México" de la comuna de Maipú y fue trasladado hasta "Villa Grimaldi". Posteriormente, se le vio en el cuartel "Simón Bolívar".
j. MARIO JESÚS JUICA VEGA, 34 años, comerciante, fue detenido el 09 de Agosto de 1976, alrededor del mediodía, en las inmediaciones de Plaza Egaña e introducido a un vehículo y trasladado hasta "Villa Grimaldi", lugar en que fue visto por numerosos testigos; el día 20 del mismo mes y año fue sacado desde ese recinto junto a otros dos detenidos.
k. MIGUEL NAZAL QUIROZ, 44 años, comerciante, fue aprehendido el 11 de agosto de 1976, a las 9:00 horas, en circunstancias que salía de su domicilio, ubicado en calle Chiloé, entre Santa Rosa y Gran Avenida, a la altura del paradero 9, comuna de San Miguel, por agentes de la DINA quienes lo trasladaron a "Villa Grimaldi".
l. CARLOS MARIO VIZCARRA COFRÉ, 31 años, obrero, desabollador, fue detenido el 11 de Agosto de 1976, en horas de la noche en la comuna de Quinta Normal, por agentes de la DINA que lo trasladaron hasta "Villa Grimaldi", recinto en que lo vieron testigos hasta el 25 de Agosto del mismo año; incluso se le vio desabollando un vehículo de la DINA. Posteriormente, fue visto en el recinto "Simón Bolívar".
m. JULIO ROBERTO VEGA VEGA, 61 años, obrero, fue detenido el 16 de Agosto de 1976, a las 11:30 horas, en la vía pública en Avenida Presidente Balmaceda entre Cueto y Libertad, por agentes de la DINA. Varios testigos lo vieron recluido tanto en "Villa Grimaldi" como en el cuartel "Simón Bolívar".
n. JUAN AURELIO VILLARROEL ZÁRATE, 55 años, dirigente sindical, fotograbador, detenido el 13 de agosto de 1976, alrededor del mediodía por agentes de la DINA quienes lo trasladaron hasta "Villa Grimaldi" donde fue visto por varios testigos. Ese día a las 11:30 horas, tomó un bus de la locomoción colectiva en el paradero cercano a su casa ubicada en calle Juan General Gambino Nº 4584, en la comuna de Conchalí y se bajó en la Estación Mapocho con la finalidad de dirigirse a la casa de una tía en la comuna de Cerrillos.
Las consecuencias de estas detenciones son que las personas antes mencionadas –con excepción de Eduardo Canteros Prado- se encuentran en calidad de desaparecidas, toda vez que, privadas de libertad, no han tomado contacto con sus familiares; tampoco han realizado gestiones administrativas ante organismos del Estado ni organismos privados, ni registran entradas o salidas del país, sin constar, tampoco, su defunción.
Respecto de Eduardo Canteros Prado, se estableció pericialmente que su muerte fue provocada por medios violentos, y atendidas las circunstancias que rodearon su detención y reclusión clandestina, se puede establecer que se debió a la acción de terceros”.

El 13 de abril de 2020 se informó de la sentencia de segunda instancia de parte de la Corte de Apelaciones de Santiago. El fallo redujo la condena a nueve exagentes de la DINA, como además absolvió a exagentes que habían sido condenados en primera instancia. Condenados por el delito de secuestro calificado de los militantes comunistas: Iván Insunza Bascuñán, Carlos Godoy Lagarrigue, Daniel Palma Robledo, Manuel Recabarren Rojas, Manuel Recabarren González, Luis Emilio Recabarren González, Nalvia Mena Alvarado, José Santander Miranda, Mario Juica Vega, Miguel Nazal Quiroz, Clara Canteros Torres, Juan Villarroel Zárate, Víctor Hugo Morales Mazuela, Julio Vega Vega, Carlos Vizcarra Cofré, Alejandro Rodríguez Urzúa; y el homicidio de Eduardo Canteros Prado. Por lo que la Cuarta Sala de la Corte de Apelaciones de Santiago condenó a los exagentes Ricardo Lawrence Mires y Jorge Andrade Gómez a penas de 3 y un día prisión, por su responsabilidad en los 16 casos de secuestro calificado, más 541 días de presidio, con el beneficio de la libertad vigilada, por su responsabilidad en el delito de homicidio simple. En tanto, Juan Morales Salgado, Ciro Torré Sáez, Sergio Orlando Escalona Acuña, Juvenal Piña Garrido, Jorge Díaz Radulovich, Gustavo Guerrero Aguilera y Gladys Calderón Carreño fueron condenados a 3 años y un día de presidio, con el beneficio de la libertad vigilada, como autores del delito de secuestro calificado. Los agentes Pedro Espinoza Bravo, Rolf Wenderoth Pozo, Pedro Bitterlich Jaramillo, Claudio Enrique Pacheco Fernández, Orlando Jesús Torrejón Gatica, Orlando Altamirano Sanhueza, Carlos Eusebio López Inostroza y Hermon Helec Alfaro Mundaca fueron absueltos. La Corte de Santiago redujo la pena al acoger la figura de la media prescripción en el caso de los secuestros calificados y recalificar el homicidio calificado a homicidio simple.
Familiares de las 17 víctimas de este caso reaccionaron con indignación al conocer esta sentencia que rebajó condenas y absolvió a exagentes de la DINA. Los familiares señalaron que este fallo: “Es una ofensa no solo para mi familia, sino para la historia del país”.